# Алетейя (издательство)
«Алетейя» — санкт-петербургское издательство, специализирующееся на первоисточниках мировой и отечественной истории, классической литературе, религии, философии, а также на современных работах в гуманитарных дисциплинах. Одно из старейших частных издательств России.

## История
Организовано в 1992 году О. Л. Абышко и И. А. Савкиным, оба — выпускники философского факультета Санкт-Петербургского государственного университета. Первоначально существовало в форме редакционно-издательской группы, с марта 1993 года стало самостоятельным издательским предприятием. Абышко ненадолго становится президентом компании, Савкин при этом остается главным редактором «и всем остальным». В начале 2000-х Абышко выходит из дела, продав издательство по договору о разделе собственности. Его доля была выплачена Савкиным в течение двух лет. В самом начале развития издательству оказал помощь Русский христианский гуманитарный институт, который предоставил «Алетейе» место для хранения тиражей — подвал с криптой и замурованным кладбищем.
Позднее он стал курировать отдел религиозно-философской литературы. Среди первых книг, выпущенных издательством, были работы Ивана Ильина, Льва Карсавина, Алексея Лосева и митрополита Иллариона. Так же были выпущены ряд книг, посвященных буддизму и протестантской мысли. При этом многие православные священники выразили издательству свою личную благодарность за данные публикации.
Несколько книг издано в сотрудничестве с Петербургской классической гимназией, несколько единиц были созданы в кооперации с Государственным Эрмитажем — его директор, Михаил Пиотровский, собирал специальную пресс-конференцию, чтобы отметить четыре года успешного сотрудничества с издательством. Было налажено сотрудничество с кафедрой классической филологии, которую более двадцати лет (с 1992 года) возглавлял Валерий Дуров — была выпущена его книга о Нероне, одна из первых в античной серии.
На рубеже тысячелетий наиболее успешными с коммерческой точки зрения стали популярные в среде гуманитарной интеллигенции издательские серии «Античная библиотека» (1993—2010) и «Византийская библиотека» (1996—2016). Однако если обе они, по большей части, состояли в основном из переизданий старых публикаций, то, к примеру, в появившейся в начале 2000-х годов новой серии «Pax Britannica» впервые увидели свет комментированные русские переводы древнеанглийских историков Гильды Премудрого и Беды Достопочтенного, а также несколько научных трудов по истории средневековой Англии. Начиная с 2017 года издательством выпускаются серии «Новая античная библиотека» и «Новая византийская библиотека», состоящие из изданий в мягких обложках вместо твёрдых и включающие как переиздания публикаций 1990-х и начала 2000-х годов, так и ряд новинок.
При издании первой книги серии Pro et contra, посвящённой Николаю Бердяеву, из-за ошибки художника слово «contra» на обложке написано через букву «k». Издателям пришлось напечатать суперобложки и по сниженной цене продать большую часть тиража в московском метрополитене.
Первое время книги из серии «Античная библиотека» распространялись только в комплекте с «Диагностикой кармы» Сергея Лазарева.
Супруга Игоря Савкина, Татьяна, была организатором городских фестивалей семейного чтения, выставки «Детский мир Петербурга», благотворительных концертов в поддержку семейного чтения.

## Книжные серии
- Античная библиотека
- Византийская библиотека
- Античное христианство
- Библиотека Средних веков
- Гендерные исследования
- Русское зарубежье
- Gallicinium
- Pax Britannica
- Петербургская серия
- Библиотека Ренессансной культуры